# Geoffroy d'Aspremont Lynden
Graaf Geoffroy Gobert d'Aspremont Lynden (Brussel, 10 januari 1904 - Hamois, 24 september 1976) was een Belgisch diplomaat.

## Biografie

### Familie en opleiding
Graaf Geoffroy d'Aspremont Lynden, telg uit het geslacht D'Aspremont Lynden, was een zoon van graaf Charles d'Aspremont Lynden en jonkvrouw Wilhelmine de Maillen. Hij was een broer van onder meer katholiek politicus en ambassadeur Charles d'Aspremont Lynden en een oom van katholiek politicus Harold d'Aspremont Lynden. In 1928 huwde hij met Ghislaine Michel de Pierredon (1907-1972). Ze kregen vijf kinderen, waaronder econoom en hoogleraar Claude d'Aspremont Lynden (1946), die gehuwd is met prinses Antoinette de Mérode. Ze zijn tevens de grootouders van jurist en hoogleraar Jean d'Aspremont Lynden.
Hij liep school aan het Collège Saint-Benoît in Maredsous, studeerde politieke wetenschappen en promoveerde tot doctor in de rechten aan de Katholieke Universiteit Leuven in 1927.

### Carrière
D'Aspremont Lynden trad in 1930 in dienst van Buitenlandse Zaken en werd secretaris in Belgrado. In 1932 adviseerde hij premier Charles de Broqueville over het Verdrag van Locarno. In 1937 werd hij secretaris in Warschau, waar hij verbleef tijdens de Duitse invasie in september 1939. D'Aspremont Lynden was betrokken bij de onderhandelingen over het eerste staakt-het-vuren van de Tweede Wereldoorlog en de evacuatie van zo'n 1.400 diplomaten uit Warschau. Van 1944 tot 1945 was hij ambassaderaad in Parijs. Tijdens de Tweede Wereldoorlog stond hij in nauw contact met de Belgische regering in ballingschap in Londen.
Van 1945 tot 1946 was hij zaakgelastigde in Rome. In 1947 werd hij gezant in Beiroet. Hij was tevens geaccrediteerd bij de regering van Choukri al-Kuwatli in Damascus en consul-generaal in Jeruzalem. Van 1953 tot 1957 leidde D'Aspremont Lynden het departement Verenigde Naties van het ministerie van Buitenlandse Zaken onder minister Paul-Henri Spaak. Vervolgens was hij ambassadeur in New Delhi, tevens geaccrediteerd in Kabul, van 1954 tot 1958 en ambassadeur in Athene van 1959 tot 1962. Hij beëindigde zijn carrière in 1962 als ambassadeur in Rome.